# وايلدر دي. فوستر
وايلدر دي. فوستر هو سياسي أمريكي، ولد في 8 يناير 1819 في مقاطعة أورانج في الولايات المتحدة، وتوفي في 20 سبتمبر 1873 في غراند رابيدز في الولايات المتحدة. نشط حزبياً في الحزب الجمهوري. وقد انتخب عضو مجلس ولاية ميشيغان ‏ وانتخب عضو مجلس النواب الأمريكي ‏.